# Xã Southampton, Quận Bedford, Pennsylvania
Xã Southampton (tiếng Anh: Southampton Township) là một xã thuộc quận Bedford, tiểu bang Pennsylvania, Hoa Kỳ. Năm 2010, dân số của xã này là 976 người.